# Eleição da cidade-sede dos Jogos Olímpicos de Inverno de 2006
A eleição da cidade-sede dos Jogos Olímpicos de Inverno de 2006 ocorreu em 19 de junho de 1999, durante a 109ª Sessão do COI, realizada em Seul, Coreia do Sul. Seis cidades eram candidatas:
- Helsinque
- Klagenfurt
- Poprad-Tatry
- Sion
- Turim
- Zakopane

A votação ocorreu da seguinte forma: durante a Sessão do COI, as seis candidatas se apresentaram perante os membros da entidade. Após isso, um grupo denominado "Colégio de Seleção" decidiu quais seriam as duas finalistas. Por último, os membros do COI se decidiram entre as duas cidades, Turim e Sion.
| Cidade       | CON        | Final |
| ------------ | ---------- | ----- |
| Turim        | Itália     | 53    |
| Sion         | Suíça      | 36    |
| Helsinque    | Finlândia  | -     |
| Klagenfurt   | Áustria    | -     |
| Poprad-Tatry | Eslováquia | -     |
| Zakopane     | Polónia    | -     |